# Attentati di Gerusalemme del 2017
L'attentato del camion di Gerusalemme del 2017 avvenne l'8 gennaio 2017 e fu un attentato con speronamento da parte di un veicolo. Un camion guidato da un cittadino arabo di Israele 28enne con precedenti penali investì un gruppo di soldati in uniforme delle IDF che scendevano da un autobus sull'Armon Hanatziv Esplanade nel quartiere di Talpiot Est di Gerusalemme est, vicino al parco Trotner e al quartier generale dell'UNTSO, uccidendo 4 persone (tre di 20 ed una di 22 anni) e ferendone 15 (di cui 2 gravemente).
Poche ore dopo, Benjamin Netanyahu, allora primo ministro di Israele, accusò lo Stato Islamico dell'Iraq e del Levante per l'attentato, sollevando dubbi su come fosse giunto a tale conclusione. Gli oppositori criticarono il governo israeliano per aver minimizzato la parte politica. In seguito, l'attentato fu rivendicato da uno sconosciuto gruppo palestinese chiamato "The Martyr of Baha Alyan Collective", adducendo motivi politici. L'attentato venne condannato dalle Nazioni Unite, dall'Unione europea, dagli Stati Uniti e da Norvegia e Germania.
L'accoltellamento alla tranvia di Gerusalemme del 2017 fu un attacco con accoltellamento e un sospetto atto di terrorismo avvenuto il Venerdì santo 14 aprile 2017, sulla tranvia di Gerusalemme. Nell'attacco, uno studente britannico di 20 anni fu accoltellato a morte da un uomo palestinese 57enne con precedenti penali. Altri 2, tra cui una donna incinta, rimasero feriti nell'incidente. L'aggressore fu arrestato, ritenuto competente per essere processato e condannato a 18 anni di carcere.
Il 16 giugno 2017, 2 uomini palestinesi (un 18enne e un 19enne) aprirono il fuoco contro agenti di polizia israeliani nella Città Vecchia di Gerusalemme, ferendone 4. Un altro aggressore accoltellò una poliziotta, che rimase gravemente ferita e in seguito morì in ospedale. Tutti e 3 gli aggressori furono colpiti e uccisi dalle autorità israeliane.
L'ISIS rivendicò gli attacchi, ma le organizzazioni militanti palestinesi FPLP e Hamas respinsero tale rivendicazione, affermando che gli attentatori erano membri dei loro gruppi. Il 17 giugno, le autorità israeliane affermarono che l'attentato era sotto inchiesta e che non vi fossero ancora prove del coinvolgimento dell'ISIS.
Il 14 luglio 2017, tre uomini arabo-israeliani lasciarono il Monte del Tempio e aprirono il fuoco contro gli agenti della polizia di frontiera israeliana di stanza vicino alla Porta dei Leoni. Due agenti della polizia di frontiera israeliana furono uccisi e altri due rimasero feriti nell'attentato. Tutti e tre gli aggressori furono colpiti e uccisi dalla polizia israeliana dopo essere fuggiti nel complesso.